# مصائد العدلات خارج الخلية
مصائد العدلات خارج الخلية (NETs)، عبارة عن شبكات من الألياف خارج الخلية، تتكون أساسًا من دنا (الحمض النووي الريبوزي منقوص الأكسجين) العدلات، التي ترتبط بالعوامل الممرضة. تعد العدلات خط الدفاع الأول للجهاز المناعي ضد العدوى، ويُعتقد أنها تقتل العوامل الممرضة المهاجمة بآليتين: ابتلاع الميكروبات وإفراز مضادات الميكروبات. في عام 2004، حدد العلماء وظيفة ثالثة جديدة: تشكيل مصائد العدلات خارج الخلية. تسمح المصائد للعدلات بقتل العوامل الممرضة خارج الخلية مع تجنب إلحاق الضرر بالخلايا المضيفة. عند التنشيط في المختبر باستخدام أسيتات فوربول ميريستات أو الإنترلوكين 8 أو عديد السكاريد الدهني، تطلق العدلات البروتينات الحبيبية والكروماتين لتشكيل مصفوفة ليفية خارج خلوية تعرف باسم مصائد العدلات خارج الخلية عبر عملية نشطة.

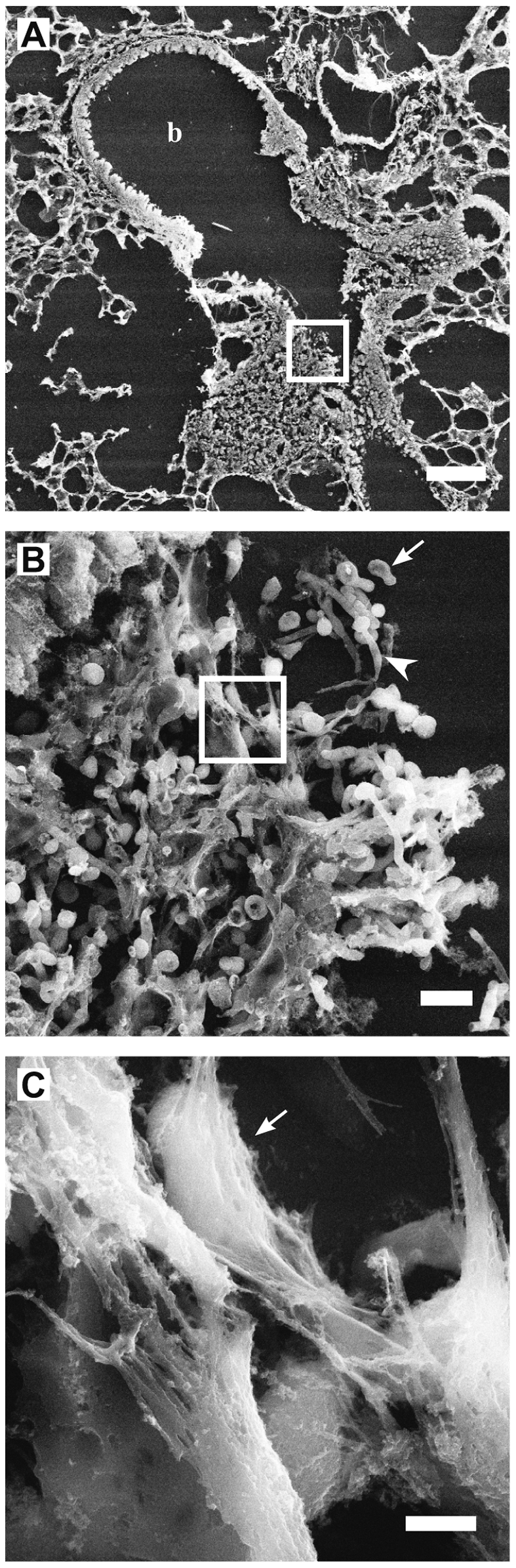
صورة مجهر مسح إلكتروني لشبكات خارج الخلوية تلتهم خلايا فطرية (مبيضة بيضاء) في رئة فأر مصاب.

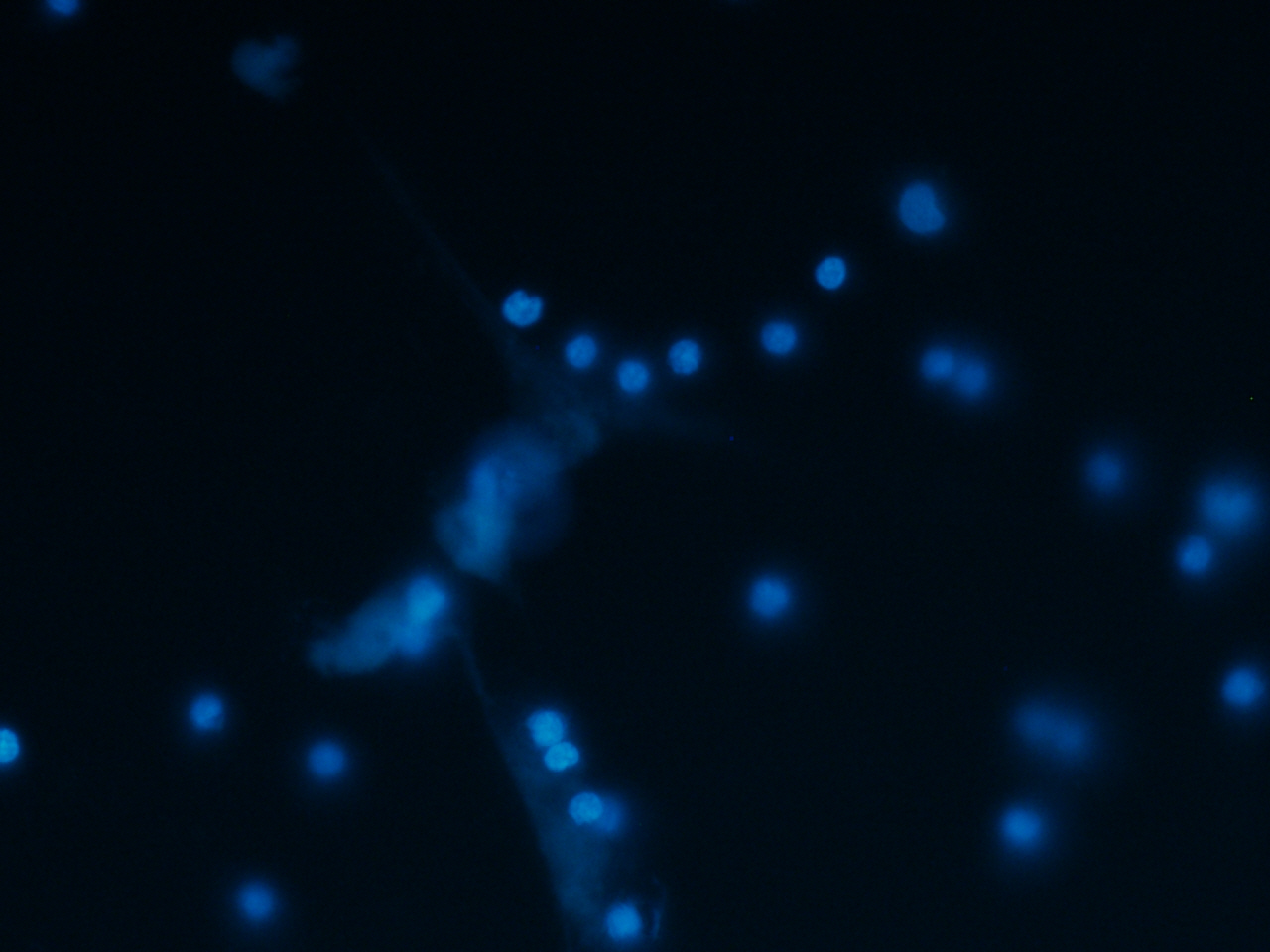
صورة فلورية لخلايا العدلات المزروعة المعزولة من الدم الوريدي لإنسان مصاب بمرض الزهايمر. تم معالجة العينة بصبغة هوكست 33342 التي تستخدم لصبغ الحمض النووي. تُظهر الصورة إطلاق الحمض النووي بواسطة الخلايا العدلة كمنطقة ضبابية في وسط مجال الرؤية مما يشير إلى التنشيط التلقائي لتكوين مصائد الخلايا العدلة خارج الخلية (NETs) في مرضى الزهايمر وهو ما لا يُلاحظ عادةً في الأزواج الأصحاء. تكبير x40.

## البنية والتكوين
أظهر الفحص بالمجهر الإلكتروني الماسح عالي الدقة أن المصائد تتكون من شرائط من الدنا والبروتينات الكروية بأقطار تتراوح بين 15-17 نانومتر و 25 نانومتر، على التوالي. تتجمع هذه الشرائط ضمن خيوط أكبر يبلغ قطرها 50 نانومتر. مع ذلك، في ظل ظروف التدفق، يمكن للمصائد أن تشكل بنى أكبر بكثير، تصل إلى مئات النانومتر في الطول والعرض.
أكد التحليل باستخدام التألق المناعي أن مصائد العدلات خارج الخلية تحتوي على بروتينات من الحبيبات اللازوردية (إيلاستاز العدلات، والكاتيبسين جي وميلوبيروكسيداز)، والحبيبات النوعية (اللاكتوفيرين)، والحبيبات الثلاثية (الجيلاتيناز)، والسيتوبلازم؛ ومع ذلك، يغيب كل من سي دي63 والأكتين والتيوبيولين ومختلف البروتينات السيتوبلازمية الأخرى في الشبكات.

## النشاط المضات للميكروبات
تثبط مصائد العدلات خارج الخلية عمل العوامل الممرضة ببروتينات مضادة للميكروبات مثل إيلاستاز العدلات والكاتيبسين جي والهستونات التي تكون إلفتها للدنا عالية. توفر مصائد العدلات خارج الخلية تركيزًا موضعيًا عاليًا لمكونات مضادات الميكروبات وتربط الميكروبات وتثبطها وتقتلها خارج الخلية بشكل مستقل عن البلعمة. بالإضافة إلى خصائصها المضادة للميكروبات، قد تعمل مصائد العدلات خارج الخلية كحاجز مادي يمنع انتشار العوامل الممرضة. بالإضافة إلى ذلك، قد يمنع توصيل البروتينات الحبيبية إلى مصائد العدلات خارج الخلية البروتينات الضارة المحتملة مثل البروتياز من الانتشار وإحداث تلف في الأنسجة المجاورة لموقع الالتهاب.
في الآونة الأخيرة، تبين أيضًا أن هذه العملية لا تقتصر فقط على البكتيريا بل أيضًا على الفطريات المسببة للأمراض مثل المبيضات البيض التي تحفز العدلات لتشكيل مصائد العدلات خارج الخلية التي تلتقط وتقتل المبيضات. تم توثيق ارتباط مصائد العدلات خارج الخلية أيضًا مع عدوى المتصورات المنجلية بين الأطفال.
اقتُرح سابقًا أن مصائد العدلات خارج الخلية تتشكل ضمن الأنسجة في موقع العدوى البكتيرية/ الخميرية، لكن تبين أيضًا أن مصائد العدلات خارج الخلية تتشكل داخل الأوعية الدموية في حالات الإنتان (خاصةً في الشعيرات الدموية الرئوية وأشباه الجيوب الكبدية). يتم التحكم في تكوين مصائد العدلات خارج الخلية داخل الأوعية الدموية ويتم تنظيمه بواسطة الصفيحات الدموية، والتي تستشعر العدوى الشديدة عبر المستقبل الشبيه بالرقم 4 (TLR4) ثم ترتبط بالعدلات وتنشطها لتشكيل مصائد العدلات خارج الخلية. تتشكل مصائد العدلات خارج الخلية الناتجة عن الصفيحات الدموية بسرعة كبيرة (في غضون دقائق) وقد تؤدي إلى موت العدلات. يمكن لمصائد العدلات خارج الخلية المتكونة في الأوعية الدموية أن تلتقط البكتيريا المنتشرة أثناء مرورها عبر الأوعية. تم تصوير احتجاز البكتيريا تحت التدفق مباشرة في حجرات التدفق في المختبر وأظهر الفحص المجهري أن الاحتجاز البكتيري يحدث في أشباه الجيوب الكبدية والشعيرات الدموية الرئوية (المواقع التي ترتبط فيها الصفيحات الدموية بالعدلات).

## أذية المضيف المرتبطة بمصائد العدلات خارج الخلية
قد يكون لمصائد العدلات خارج الخلية أيضًا تأثير ضار على المضيف، لأن التعرض خارج الخلية لمعقدات الهستون يمكن أن يلعب دورًا أثناء تطور أمراض المناعة الذاتية مثل الذئبة الحمامية الشاملة. يمكن لمصائد العدلات خارج الخلية أيضًا أن تلعب دورًا في الأمراض الالتهابية، إذ يمكن مشاهدتها في حالة ما قبل الإرجاج، وهو اضطراب التهابي مرتبط بالحمل تنشط فيه العدلات. أُبلغ أيضًا عن هذه المصائد في الغشاء المخاطي لقولون المرضى المصابين بداء الأمعاء الالتهابية والتهاب القولون التقرحي. ارتبطت المصائد أيضًا بإنتاج عوامل الغلوبيولين المناعي ج المضادة للنواة ذات شريط مضاعف من الدنا في الأطفال المصابين بملاريا المتصورة المنجلية. شوهدت أيضًا المصائد لدى مرضى السرطان. تشير الأبحاث قبل السريرية إلى أن مصائد العدلات خارج الخلية مسؤولة بشكل مشترك عن الإمراضية المتعلقة بالسرطان مثل الخثار وفشل الأعضاء وانبثاث ورم خبيث.
وُجد أن مصائد العدلات خارج الخلية تساهم في عدوى فيروس العوز المناعي البشري/فيروس العوز المناعي القردي. تعد المصائد قادرة على التقاط فيرونات فيروس العوز المناعي البشري وتدميرها. هناك زيادة في إنتاج مصائد العدلات خارج الخلية خلال دورة حياة فيروس العوز المناعي البشري/فيروس العوز المناعي القردي، والتي يمكن الحد منها باستعمال مضادات الفيروسات. بالإضافة إلى ذلك، تكون المصائد قادرة على التقاط وقتل مجموعات الخلايا المناعية المختلفة مثل الخلايا التائية من نمط كتلة التمايز 4 و8 (+CD4 وCD8+) والخلايا البائية والخلايا الوحيدة. لا يقتصر هذا التأثير فقط على العدلات في الدم، بل وأيضًا في الأنسجة المختلفة مثل الأمعاء والرئة والكبد والأوعية الدموية. قد تساهم مصائد العدلات خارج الخلية في حالة فرط التخثر في فيروس العوز المناعي البشري عن طريق احتجاز الصفيحات الدموية والتعبير عن العامل النسيجي (ثرومبوبلاستين).
تلعب مصائد العدلات خارج الخلية أيضًا دورًا في تخثر الدم وترتبط بالسكتة الدماغية.
تشير هذه الملاحظات إلى أن مصائد العدلات خارج الخلية قد تلعب دورًا هامًا في التسبب في الاضطرابات المعدية والالتهابية والتخثرية.
نظرًا للطبيعة المشحونة و«اللزجة» للمصائد، قد تكون مشكلة في مرضى التليف الكيسي، بسبب زيادة لزوجة البلغم. ركزت العلاجات على تكسير الدنا داخل البلغم، والذي يتكون بشكل رئيسي من دنا مصائد المضيف.
أشارت دراسة صغيرة نشرت في مجلة جاما كارديولوجي إلى أن مصائد العدلات خارج الخلية لعبت دورًا رئيسيًا في مرضى كوفيد-19 الذين عانوا من نوبة قلبية مع إس تي مرتفعة.